# If You Knew Suzi…
If You Knew Suzi… (рус. Если бы вы знали Сьюзи…) — шестой студийный альбом Сьюзи Кватро, вышедший в 1978 году. Альбом попал на 37 место в чарте Billboard Top LPs & Tape, выпущенная как сингл песня «Stumblin’ In» стала четвёртой в Billboard Hot 100 за 1979 год.

## Об альбоме
В США и Канаде альбом поступал в продажу позже, чем в остальном мире. Там он появился только весной 1979 года. Треклист при этом отличался. Вместо композиции «Evie» был включён хит-сингл «Stumblin’ In».

## Композиции
| №  | Название                    | Автор(ы)                | Длительность |
| -- | --------------------------- | ----------------------- | ------------ |
| 1. | «If You Can’t Give Me Love» | Никки Чинн, Майк Чепмен | 3:53         |
| 2. | «Stumblin’ In»              | Чинн, Чепмен            | 3:29         |
| 3. | «Suicide»                   | Сьюзи Кватро, Лен Таки  | 4:05         |
| 4. | «Tired of Waiting»          | Рэй Дэвис               | 3:29         |
| 5. | «The Race Is On»            | Чинн, Чепмен            | 4:02         |

| №  | Название                     | Автор(ы)       | Длительность |
| -- | ---------------------------- | -------------- | ------------ |
| 1. | «Don’t Change My Luck»       | Чинн, Чепмен   | 3:43         |
| 2. | «Breakdown»                  | Том Петти      | 3:24         |
| 3. | «Non-Citizen»                | Кватро, Таки   | 3:17         |
| 4. | «Rock and Roll, Hoochie Koo» | Рик Дерринджер | 3:24         |
| 5. | «Wiser Than You»             | Кватро, Таки   | 3:53         |

## Участники записи
Данные приведены по AllMusic.
- Сьюзи Кватро — ведущий вокал, бэк-вокал, автор песен; бас-гитара, конга
- Лен Таки[англ.] — автор песен; гитара, бэк-вокал
- Майк Дикон — клавишные, синтезатор, бэк-вокал
- Дэйв Нил — ударные, бэк-вокал
- Майк Чепмен — продюсер, автор песен
- Никки Чинн — автор песен

## Позиции в хит-парадах
| Чарт (1978—1979)               | Высшая позиция | Пребывание в чарте |
| ------------------------------ | -------------- | ------------------ |
| Австралия (Kent Music Report)  | 36             | нет данных         |
| Канада (RPM 100 Top Albums)    | 31             | 14 недель          |
| США (Billboard Top LPs & Tape) | 37             | 20 недель          |
| Швеция (Topplistan)            | 24             | 4 недели           |